# Miguel Ángel Ramírez
Pour les articles homonymes, voir Ramírez.
Ramírez  Medina est un nom espagnol. Le premier nom de famille, en général paternel, est Ramírez ; le second, en général maternel, souvent omis, est Medina.
Miguel Ángel Ramírez, né le 23 octobre 1984 à Las Palmas en Espagne, est un entraîneur espagnol de football.

## Biographie

### Débuts
Né à Las Palmas, dans les îles Canaries, Ramírez devient entraîneur dans les catégories de jeunes de l'UD Las Palmas en 2003, en provenance de l'AD Claret. En 2011, il part pour la Grèce, initialement pour entraîner dans les équipes de jeunes de l'AEK Athènes mais entraînera lors de la même année au Panathinaïkós et à l'Olympiakos en raison de la crise économique.
En 2012, après un retour et une année passée avec l'UD Las Palmas, l'entraîneur passe quelques mois à travailler comme recruteur pour le Deportivo Alavés avant de s'installer au Qatar, où il rejoint l'Aspire Academy. En 2018, après avoir également été responsable de l'équipe des moins de 14 ans du Qatar et avoir été l'assistant de son compatriote Félix Sánchez Bas en moins de 19 ans, il signe en Équateur où il est nommé manager de l'équipe des moins de 18 ans de l'Independiente del Valle.

### Independiente del Valle
Le 7 mai 2019, après la nomination de son compatriote Ismael Rescalvo à la tête du CS Emelec, Ramírez est nommé manager de l'équipe première. Il conduit le club au titre de la Copa Sudamericana 2019, le premier de sa carrière et la première consécration internationale de l'histoire du club.
Le 19 décembre 2020, l'espagnol confirme son départ de l'équipe équatorienne après près de deux ans en tant que manager.

### Internacional
Le 2 mars 2021, il signe un contrat de deux ans à l'Internacional, club brésilien de Série A. Le 11 juin, il est limogé après avoir été éliminé de la Coupe du Brésil par l'EC Vitória, club de Série B.

### Charlotte FC
Le 7 juillet 2021, Ramírez devient le nouvel entraîneur du Charlotte FC pour la première saison du club en Major League Soccer. Néanmoins, avant même la mi-saison, il est limogé par la franchise le 31 mai 2022 avec un bilan de sept victoires, un verdict - match - nul et neuf défaites. Cette décision intervient alors que l'équipe se situe à seulement deux points d'une place accédant aux séries éliminatoires et après plusieurs critiques formulées par l'entraîneur à l'égard de la construction de son effectif et du manque de moyens alloués,.

## Palmarès
Independiente del Valle
- Vainqueur de la Copa Sudamericana en 2019